# (216258) 2006 WH1
(216258) 2006 WH1 (também escrito como (216258) 2006 WH1) é um asteroide próximo da Terra que faz parte da família de asteroides Apollo. Esse corpo celeste pertence ao grupo de objeto potencialmente perigoso para o planeta Terra. Ele possui uma magnitude absoluta de 20,2 e tem um diâmetro entre 210 e 470 metros.

## Descoberta
(216258) 2006 WH1 foi descoberto no dia 18 de novembro de 2006, pelos astrônomos JL Ortiz, NF Morales, R. Stoss, A. Cikota, S. Cikota através do Observatório Astronômico de La Sagra.

## Órbita
A órbita de (216258) 2006 WH1 tem uma excentricidade de 0,485 e possui um semieixo maior de 1,674 UA. O seu periélio leva o mesmo a uma distância de 0,862 UA em relação ao Sol e seu afélio a 2,485 UA.